# Stade de la Charrière
Stade de la Charrière – stadion piłkarski w La Chaux-de-Fonds, w Szwajcarii. Może pomieścić 7950 widzów. Swoje spotkania na stadionie rozgrywają piłkarze klubu FC La Chaux-de-Fonds. Na obiekcie jedno spotkanie towarzyskie rozegrała reprezentacja Szwajcarii, 21 maja 1911 roku z Włochami (3:0).